# El Marcet (Granera)

El Marcet, respecte del terme municipal de Granera

El Marcet fou una masia del terme municipal de Granera, a la comarca catalana del Moianès. Modernament fou transformada en la Fàbrica del Marcet. Pertany a la parròquia de Sant Martí de Granera.
Estava situada a 637 metres d'altitud, en el lloc on hi ha actualment la Fàbrica del Marcet, en desús des de la dècada dels vuitanta del segle xx. És a la dreta del torrent de la Riera, al capdavall -nord-oest- de la Carena del Marcet i al nord-est del Pantà del Marcet.
S'hi arriba des del punt quilomètric 6,4 de la carretera BV-1245 surt cap al sud una pista asfaltada que mena a la Fàbrica del Marcet en menys de 150 metres.